# Ферфилд (Кентаки)
Ферфилд (енгл. Fairfield) град је у америчкој савезној држави Кентаки.

## Демографија
По попису из 2010. године број становника је 113, што је 41 (56,9%) становника више него 2000. године.
| Група             | 2000.      | 2010.      |
| Белци             | 64 (88,9%) | 91 (80,5%) |
| Афроамериканци    | 8 (11,1%)  | 2 (1,8%)   |
| Азијати           | 0 (0,0%)   | 0 (0,0%)   |
| Хиспаноамериканци | 0 (0,0%)   | 8 (7,1%)   |
| Укупно            | 72         | 113        |